# Saint-Amant-de-Boixe
Saint-Amant-de-Boixe ist eine französische Gemeinde mit 1327 Einwohnern (Stand 1. Januar 2022) im Département Charente in der Region Nouvelle-Aquitaine; sie gehört zum Arrondissement Confolens und zum Kanton Boixe-et-Manslois. Die Gemeinde liegt etwa 20 Kilometer nördlich von Angoulême.

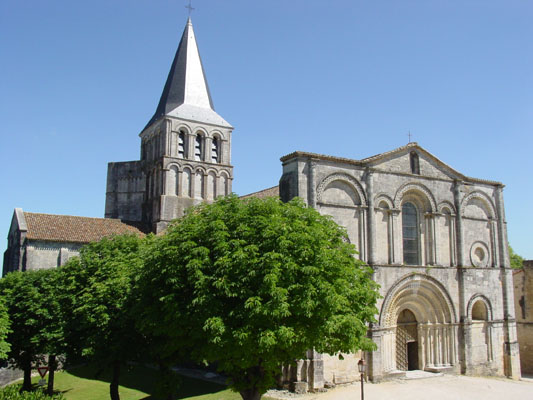
Klosterkirche Saint Amant de Boixe

## Bevölkerungsentwicklung
- 1962:  0815
- 1968:  0842
- 1975:  0877
- 1982:  0891
- 1990:  0997
- 1999: 1125
- 2007: 1385
- 2016: 1393

## Sehenswürdigkeiten
- Die Abtei Saint-Amant-de-Boixe mit dem Centre d’Interprétation de l’Architecture Romane.
- Die Nekropole von Boixe

## Persönlichkeiten
- Eugène Delacroix (1798–1863), Maler, lebte von 1818 bis 1820 im Wald von la Boixe
- Émile Marchoux (1862–1943), Mediziner